# Зайцев, Вадим Юрьевич
Вади́м Ю́рьевич За́йцев (род. 16 июля 1964, Днепропетровск) — белорусский военный и государственный деятель, председатель Комитета государственной безопасности Республики Беларусь (2008—2012), генерал-лейтенант (2009).

## Биография
Родился 16 июля 1964 года в Днепропетровске Днепропетровской области (по другим данным — в Житомирской области) Украинской ССР в семье военнослужащего. В 1986 году окончил Московское высшее пограничное командное училище КГБ СССР, до 1994 года служил заместителем начальника, начальником пограничной заставы.
В 1997 году окончил Академию Федеральной погранслужбы России. Работал в управлении охраны государственной границы штаба Государственного комитета пограничных войск Белоруссии (1997—1998). В 1998—2002 — заместитель начальника отряда — начальник штаба, затем начальник Пинского пограничного отряда.
С 2004 года, по окончании Военной академии Генштаба Вооружённых сил РФ, работал в Государственном комитете пограничных войск Белоруссии: с июля 2005 — заместитель председателя ГКПВ — начальник главного управления, с апреля 2007 — первый заместитель председателя ГКПВ — начальник штаба, с сентября 2007 — первый заместитель председателя ГПК — начальник главного оперативного управления.
15 июля 2008 года назначен Председателем КГБ Республики Беларусь. 2 июля 2009 года присвоено воинское звание генерал-лейтенанта.
9 ноября 2012 в связи с расследованием убийства сотрудника КГБ Александра Казака отстранён от должности с зачислением в распоряжение председателя КГБ. Основной причиной отставки Вадима Зайцева с поста председателя КГБ стала нездоровая морально-психологическая обстановка, сложившаяся в отдельных подразделениях Комитета госбезопасности.
Руководил Белорусской федерацией биатлона.
С июня 2013 — генеральный директор СООО «Космос ТВ».
В январе 2021 года был опубликован его разговор с двумя людьми от 11 апреля 2012 года, где речь велась среди прочего и об организации убийств писателя Олега Алкаева, полковника Владимира Бородача, журналиста Павла Шеремета. Последнего собирались убить путём взрыва бомбы, что и было осуществлено в Киеве в 2016 году.
Экспертиза подтвердила подлинность голоса Зайцева из разговора 11 апреля 2012 в ЧК РБ.

## Санкции ЕС
В 2011 году, после проведения президентских выборов в Белоруссии 2010 года, которые Европейским союзом были признаны недемократическими, а также силового разгона акции протеста в Минске 19 декабря 2010 года, был включён в список белорусских чиновников, ответственных за политические репрессии, подтасовку результатов голосования и пропаганду ЕС.
В 2012 году Совет Европейского союза признал В. Ю. Зайцева ответственным за превращение КГБ в главный орган репрессий гражданского общества и демократической оппозиции; за распространение через средства массовой информации ложной информации о демонстрантах 19 декабря 2010 года, утверждая, что они привезли материалы для использования в качестве оружия; за то, что он лично угрожал жизни и здоровью жене и ребенку бывшего кандидата в президенты Андрея Санникова; за то, что он является основным инициатором приказов о незаконном преследовании "демократической" оппозиции, пытках политических оппонентов и жестоком обращении с заключёнными.